# Giuseppe Mezzofanti
Giuseppe Gasparo Mezzofanti (Bolonha, 19 de setembro de 1774 – Roma, 15 de março de 1849) foi um cardeal italiano, célebre linguista e hiperpoliglota.